# Jozua François Naudé

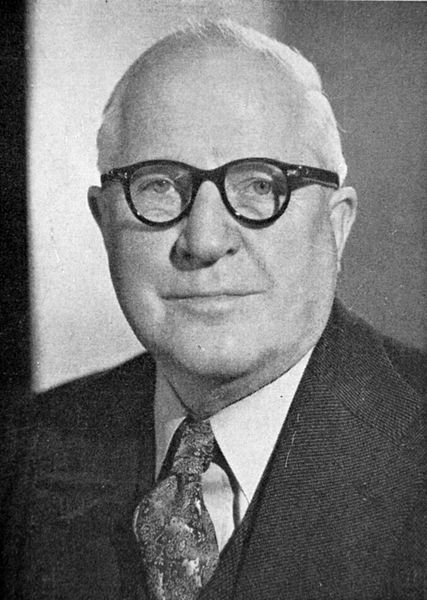
Jozua François Naudé (1962)

Jozua François Naudé (* 15. April 1889; † 31. Mai 1969) war ein südafrikanischer Politiker.
Naudé stammte von Hugenotten ab. Er war 1918 einer der Gründer des Afrikaner Broederbond. Vom 1. Juni 1967 bis 10. April 1968 war er Interimspräsident der Republik Südafrika. Naudé übernahm das Amt, nachdem der zum Präsidenten gewählte Theophilus E. Dönges vor seinem Amtsantritt gestorben war. Naudés Nachfolger wurde Jacobus Johannes Fouché.
Naudé war Mitglied der National Party. Sein Sohn Christiaan Frederick Beyers Naudé war seit den 1960er Jahren ein entschiedener Gegner der von dieser Partei vertretenen Apartheid.